# Campionati del mondo di duathlon del 2009
I Campionati del mondo di duathlon del 2009 si sono tenuti ad Concord, Stati Uniti in data 26 settembre 2009.
Tra gli uomini ha vinto lo statunitense Jarrod Shoemaker, mentre la gara femminile è andata alla ceca Vendula Frintova.
La gara junior ha visto trionfare lo statunitense Lukas Verzbicas e la britannica Sophie Coleman.
Il titolo di Campione del mondo di duathlon della categoria under 23 è andato all'italiano Alessandro Fabian. Tra le donne si è aggiudicata il titolo di Campionessa del mondo di duathlon della categoria under 23 la russa Evgenia Sukhoruchenkova.

## Risultati

### Élite uomini
| Pos. | Nome                             | Paese       | Corsa    | Bici     | Corsa    | Totale   |
| ---- | -------------------------------- | ----------- | -------- | -------- | -------- | -------- |
|      | Jarrod Shoemaker                 | Stati Uniti | 00:30:27 | 01:03:32 | 00:13:51 | 01:49:01 |
|      | Damien Derobert                  | Francia     | 00:30:28 | 01:03:13 | 00:14:14 | 01:49:03 |
|      | Jurgen Dereere                   | Belgio      | 00:30:26 | 01:03:13 | 00:14:17 | 01:49:09 |
| 4    | Sergio Silva                     | Portogallo  | 00:30:25 | 01:03:20 | 00:14:35 | 01:49:26 |
| 5    | Victor Manuel Del Corral Morales | Spagna      | 00:30:55 | 01:02:51 | 00:14:37 | 01:49:28 |
| 6    | Raphael Baugh                    | Australia   | 00:30:27 | 01:03:32 | 00:14:29 | 01:49:33 |
| 7    | Richard Hobby                    | Regno Unito | 00:30:30 | 01:03:16 | 00:14:48 | 01:49:44 |
| 8    | Lino Barruncho                   | Portogallo  | 00:30:28 | 01:03:19 | 00:14:53 | 01:49:52 |
| 9    | Morimichi Iihoshi                | Giappone    | 00:30:27 | 01:03:32 | 00:14:40 | 01:49:52 |
| 10   | Yuya Fukaura                     | Giappone    | 00:30:58 | 01:03:10 | 00:14:40 | 01:49:55 |
| 11   | Dirk de Heer                     | Paesi Bassi | 00:30:28 | 01:03:37 | 00:14:50 | 01:50:00 |
| 12   | Philip Wylie                     | Regno Unito | 00:30:26 | 01:03:36 | 00:14:58 | 01:50:02 |
| 13   | Josh Merrick                     | Stati Uniti | 00:31:34 | 01:02:25 | 00:14:53 | 01:50:10 |
| 14   | Chris Foster                     | Stati Uniti | 00:30:27 | 01:03:32 | 00:15:22 | 01:50:36 |
| 15   | Adam Bowden                      | Regno Unito | 00:30:30 | 01:03:31 | 00:15:21 | 01:50:39 |
| 16   | Matt Russell                     | Stati Uniti | 00:31:40 | 01:02:25 | 00:15:35 | 01:50:51 |
| 17   | David Thompson                   | Stati Uniti | 00:31:35 | 01:02:24 | 00:15:55 | 01:51:04 |
| 18   | Stephan Wenk                     | Svizzera    | 00:31:17 | 01:02:45 | 00:15:56 | 01:51:05 |
| 19   | Brand Du Plessis                 | Sudafrica   | 00:30:28 | 01:03:35 | 00:16:11 | 01:51:21 |
| 20   | Javier García                    | Spagna      | 00:31:18 | 01:02:46 | 00:16:22 | 01:51:36 |
| 21   | James Attard                     | Australia   | 00:31:34 | 01:02:29 | 00:17:21 | 01:52:25 |
| 22   | Sergey Yakovlev                  | Russia      | 00:30:49 | 01:03:11 | 00:17:36 | 01:52:47 |
| 23   | Alejandro Santamaria Perez       | Spagna      | 00:31:35 | 01:04:32 | 00:15:45 | 01:53:04 |
| 24   | Laurent Galinier                 | Francia     | 00:31:46 | 01:02:23 | 00:17:51 | 01:53:16 |
| 25   | Justin Hurd                      | Stati Uniti | 00:31:35 | 01:04:30 | 00:15:35 | 01:53:23 |
| 26   | Matt Pieterson                   | Canada      | 00:30:59 | 01:05:49 | 00:15:34 | 01:53:27 |
| 27   | David Roper                      | Regno Unito | 00:30:59 | 01:05:50 | 00:15:44 | 01:53:33 |
| 28   | Paul Amey                        | Regno Unito | 00:31:37 | 01:02:09 | 00:18:58 | 01:53:58 |
| 29   | Gordan Petkovic                  | Croazia     | 00:31:37 | 01:07:16 | 00:15:57 | 01:55:52 |
| 30   | Daniel Antonioli                 | Italia      | 00:31:00 | 01:07:52 | 00:16:43 | 01:56:44 |
| 31   | Jesus Angulo                     | Venezuela   | 00:30:51 | 01:09:44 | 00:15:42 | 01:58:11 |
| 32   | Yoshitaka Hama                   | Giappone    | 00:33:04 | 01:07:25 | 00:16:58 | 01:58:43 |
| 33   | Silvio Guerra                    | Ecuador     | 00:31:11 | 01:09:32 | 00:17:17 | 01:59:09 |
| 34   | Bryan Melnuk                     | Canada      | 00:33:48 | 01:08:04 | 00:17:47 | 02:01:18 |
| 35   | Kevin Smith                      | Canada      | 00:33:28 | 01:10:25 | 00:17:34 | 02:02:43 |
| 36   | Marcos Sarquis Hallack Gomes     | Brasile     | 00:33:25 | 01:11:07 | 00:17:20 | 02:03:16 |
| 37   | Ramos Herrera                    | Messico     | 00:30:43 | 01:13:43 | 00:17:32 | 02:03:17 |

### Élite donne
| Pos. | Nome                 | Paese         | Corsa    | Bici     | Corsa    | Totale   |
| ---- | -------------------- | ------------- | -------- | -------- | -------- | -------- |
|      | Vendula Frintova     | Rep. Ceca     | 00:34:39 | 01:16:34 | 00:15:57 | 02:08:17 |
|      | Sandra Levenez       | Francia       | 00:34:38 | 01:16:33 | 00:15:59 | 02:08:22 |
|      | Ana Burgos           | Spagna        | 00:34:39 | 01:16:35 | 00:15:59 | 02:08:30 |
| 4    | Ruth Van der Meijden | Paesi Bassi   | 00:34:38 | 01:16:36 | 00:16:12 | 02:08:40 |
| 5    | Anne Haug            | Germania      | 00:36:01 | 01:15:09 | 00:16:25 | 02:08:47 |
| 6    | Andrea Steyn         | Sudafrica     | 00:35:23 | 01:15:58 | 00:16:26 | 02:08:55 |
| 7    | Alexandra Louison    | Francia       | 00:34:38 | 01:16:38 | 00:16:43 | 02:09:11 |
| 8    | Inmaculada Pereiro   | Spagna        | 00:35:17 | 01:16:03 | 00:16:44 | 02:09:15 |
| 9    | Samantha Warriner    | Nuova Zelanda | 00:34:38 | 01:16:38 | 00:16:57 | 02:09:26 |
| 10   | Stefanie Bouma       | Paesi Bassi   | 00:35:40 | 01:15:33 | 00:16:55 | 02:09:27 |
| 11   | Mateja Simic         | Slovenia      | 00:35:23 | 01:15:55 | 00:17:15 | 02:09:43 |
| 12   | Airi Sawada          | Giappone      | 00:36:48 | 01:14:33 | 00:17:23 | 02:09:53 |
| 13   | Shari Boyle          | Canada        | 00:37:15 | 01:15:00 | 00:17:57 | 02:11:46 |
| 14   | Ingrid Cluzeau       | Canada        | 00:37:04 | 01:15:14 | 00:18:17 | 02:12:03 |
| 15   | Marlo McGaver        | Stati Uniti   | 00:37:35 | 01:13:37 | 00:19:48 | 02:12:31 |
| 16   | Uli Bromme           | Stati Uniti   | 00:36:19 | 01:16:50 | 00:17:46 | 02:12:33 |
| 17   | Yolande van Vuuren   | Sudafrica     | 00:38:28 | 01:13:41 | 00:19:28 | 02:13:23 |
| 18   | Anne Preisig         | Stati Uniti   | 00:38:28 | 01:13:50 | 00:19:58 | 02:13:49 |
| 19   | Kathryn Kasischke    | Stati Uniti   | 00:38:37 | 01:15:30 | 00:19:05 | 02:14:34 |
| 20   | Heidi Sarna          | Stati Uniti   | 00:38:24 | 01:15:40 | 00:19:36 | 02:15:12 |
| 21   | Rachel Chambers      | Stati Uniti   | 00:38:36 | 01:18:07 | 00:19:21 | 02:17:38 |
| 22   | Mai Taketomo         | Giappone      | 00:38:50 | 01:22:34 | 00:19:38 | 02:22:45 |

### Junior uomini
| Pos. | Nome                 | Paese         | Corsa    | Bici     | Corsa    | Totale   |
| ---- | -------------------- | ------------- | -------- | -------- | -------- | -------- |
|      | Lukas Verzbicas      | Stati Uniti   | 00:14:40 | 00:33:13 | 00:06:27 | 00:55:29 |
|      | Mario Mola           | Spagna        | 00:14:41 | 00:33:12 | 00:06:43 | 00:55:38 |
|      | Carlos Chávez        | Messico       | 00:15:28 | 00:32:29 | 00:07:05 | 00:55:59 |
| 4    | Vid Pucelj           | Slovenia      | 00:15:56 | 00:31:59 | 00:07:09 | 00:56:03 |
| 5    | Nathan Coombes       | Nuova Zelanda | 00:15:28 | 00:32:24 | 00:07:06 | 00:56:04 |
| 6    | Nick Rennie          | Nuova Zelanda | 00:15:47 | 00:32:09 | 00:07:40 | 00:56:42 |
| 7    | Oscar Vicente        | Spagna        | 00:15:29 | 00:32:29 | 00:08:27 | 00:57:37 |
| 8    | Jorge Naranjo Vichot | Spagna        | 00:15:55 | 00:33:44 | 00:07:06 | 00:57:45 |
| 9    | Taylor Reid          | Canada        | 00:16:12 | 00:33:21 | 00:06:58 | 00:57:45 |
| 10   | Cuahutemoc Martinez  | Messico       | 00:15:28 | 00:34:11 | 00:07:16 | 00:57:56 |
| 11   | Jose Luis Cordova    | Messico       | 00:15:48 | 00:33:48 | 00:07:21 | 00:58:06 |
| 12   | Ryan Peterson        | Stati Uniti   | 00:16:35 | 00:33:00 | 00:07:30 | 00:58:13 |
| 13   | Karsten Madsen       | Canada        | 00:16:21 | 00:33:18 | 00:07:34 | 00:58:17 |
| 14   | Lucas Gilbert        | Sudafrica     | 00:16:11 | 00:33:44 | 00:07:25 | 00:58:31 |
| 15   | Anthony Phillips     | Stati Uniti   | 00:16:35 | 00:33:02 | 00:07:49 | 00:58:36 |
| 16   | Collier Kempton      | Stati Uniti   | 00:17:02 | 00:32:54 | 00:07:44 | 00:58:56 |
| 17   | Reeven Nathan        | Stati Uniti   | 00:17:03 | 00:33:01 | 00:07:53 | 00:59:07 |
| 18   | Jared Bonecutter     | Stati Uniti   | 00:16:37 | 00:33:39 | 00:08:00 | 00:59:41 |
| 19   | Alex Burton          | Stati Uniti   | 00:16:12 | 00:35:58 | 00:07:29 | 01:01:01 |
| 20   | Ryan Banks           | Sudafrica     | 00:15:56 | 00:36:28 | 00:07:32 | 01:01:09 |
| 21   | Aaron Thomas         | Canada        | 00:17:18 | 00:34:53 | 00:07:59 | 01:01:20 |
| 22   | Craig Andrews        | Sudafrica     | 00:17:32 | 00:34:22 | 00:08:18 | 01:01:28 |

### Junior donne
| Pos. | Nome                     | Paese       | Corsa    | Bici     | Corsa    | Totale   |
| ---- | ------------------------ | ----------- | -------- | -------- | -------- | -------- |
|      | Sophie Coleman           | Regno Unito | 00:18:12 | 00:37:40 | 00:07:36 | 01:04:30 |
|      | Vicky Graves             | Regno Unito | 00:18:13 | 00:37:40 | 00:07:47 | 01:04:42 |
|      | Marjon van der Wansem    | Paesi Bassi | 00:18:12 | 00:37:43 | 00:07:44 | 01:04:49 |
| 4    | Adriana Barraza          | Messico     | 00:18:13 | 00:37:38 | 00:08:06 | 01:05:08 |
| 5    | Jessica Cecilia Berrones | Messico     | 00:19:19 | 00:38:18 | 00:08:46 | 01:07:32 |
| 6    | Andrea Barraza           | Messico     | 00:19:19 | 00:38:18 | 00:08:50 | 01:07:43 |
| 7    | Kate Buss                | Stati Uniti | 00:20:03 | 00:39:26 | 00:08:58 | 01:09:53 |
| 8    | Katie June               | Stati Uniti | 00:19:47 | 00:39:37 | 00:09:24 | 01:10:35 |
| 9    | Katherine Shields        | Stati Uniti | 00:20:16 | 00:41:29 | 00:09:33 | 01:13:14 |
| 10   | Emly Shields             | Stati Uniti | 00:20:51 | 00:41:32 | 00:10:18 | 01:14:44 |
| 11   | Mariah Campbell          | Canada      | 00:24:39 | 00:45:41 | 00:11:16 | 01:23:44 |

### Under 23 uomini
| Pos. | Atleta              | Paese         | Corsa    | Bici     | Corsa    | Totale   |
| ---- | ------------------- | ------------- | -------- | -------- | -------- | -------- |
|      | Alessandro Fabian   | Italia        | 00:31:01 | 01:02:58 | 00:14:56 | 01:49:50 |
|      | Antoine Duvivier    | Belgio        | 00:30:27 | 01:03:32 | 00:14:59 | 01:50:03 |
|      | Tiago Silva         | Portogallo    | 00:31:11 | 01:02:53 | 00:14:59 | 01:50:07 |
| 4    | Bojan Cebin         | Slovenia      | 00:31:35 | 01:02:21 | 00:15:03 | 01:50:08 |
| 5    | Derek Oskutis       | Stati Uniti   | 00:31:37 | 01:02:24 | 00:15:31 | 01:50:42 |
| 6    | Masaaki Kurihara    | Giappone      | 00:31:42 | 01:02:21 | 00:15:49 | 01:50:59 |
| 7    | João Silva          | Portogallo    | 00:30:36 | 01:03:28 | 00:15:33 | 01:51:02 |
| 8    | Andrea Secchiero    | Italia        | 00:31:35 | 01:07:12 | 00:16:53 | 01:56:45 |
| 9    | Alexander Schilling | Germania      | 00:30:58 | 01:09:37 | 00:16:04 | 01:57:56 |
| 10   | Jun Tanaka          | Giappone      | 00:33:07 | 01:07:23 | 00:16:53 | 01:58:37 |
| 11   | Matej Sporar        | Croazia       | 00:31:55 | 01:08:38 | 00:17:38 | 01:59:19 |
| 12   | Terence Lowe        | Sudafrica     | 00:33:07 | 01:10:28 | 00:16:42 | 02:01:36 |
| 13   | David Cooper        | Nuova Zelanda | 00:32:51 | 01:12:43 | 00:19:19 | 02:06:05 |

### Under 23 donne
| Pos. | Atleta                  | Paese    | Corsa    | Bici     | Corsa    | Totale   |
| ---- | ----------------------- | -------- | -------- | -------- | -------- | -------- |
|      | Evgenia Sukhoruchenkova | Russia   | 00:35:23 | 01:15:57 | 00:16:31 | 02:09:04 |
|      | Kinga Lauf              | Ungheria | 00:39:50 | 01:21:33 | 00:20:39 | 02:23:21 |